# 杜其萌
杜其萌（1527年—？），字于先，號果斋，山東濟南府濵州人，民籍，明朝政治人物。

## 生平
山東鄉試第五十一名舉人。嘉靖四十四年（1565年）中式乙丑科三甲第二百五十八名進士。通政司观政，四十五年六月授處州府推官，隆慶四年（1570年）三月升刑部主事，卒。

## 家族
曾祖杜鏞；祖父杜景和，壽官；父杜勣，庠生贈刑部主事；母侯氏，贈安人。弟其幾、其妄。